# Берген, Антон ван
Антон ван Глим ван Берген (нидерл. Antoon van Glymes van Bergen, фр. Antoine de Glymes de Berghes); 13 мая 1500, Ваув (Северный Брабант) — 27 июня 1541), первый маркиз ван Берген-оп-Зом — государственный деятель Габсбургских Нидерландов.

## Биография
Сын Яна III ван Бергена и Адриены де Бримё. Родился в замке Ваув, сельской резиденции Бергенов, расположенной между Берген-оп-Зомом и Розендалом. Его рождение, кажется, стоило жизни его матери, которая скончалась 31 мая.
В ноябре 1517 поступил в Лувенский университет, где познакомился с Эразмом Роттердамским, на которого произвел благоприятное впечатление. В 1518 году Хуан Луис Вивес посвятил ван Бергену свою Fabula de homine и Введение в «Георгики» Вергилия, опубликованные в 1519 году в Лувене Мартенсом в издании сочинений Вивеса Opuscula varia.
В 1519 году отец направил его продолжать образование в Англию. Снабженный рекомендательными письмами от Эразма, ван Берген познакомился с английскими гуманистами и политиками, в частности, с Томасом Уолси, епископом Катбертом Тэнстоллом  и Ричардом Пейсом.
С 1525 года был советником и камергером Карла V.
Ян III, достигший преклонного возраста, решил приобщать сына к публичной деятельности. 12 марта 1528 он отказался в его пользу от должностей губернатора, генерал-капитана и верховного бальи графства Намюр. Карл V с этим согласился, и Антон ван Берген 4 октября принес ему присягу.
в 1530 году стал преемником своего отца в должности шателена Вилворде.
1 августа 1533 император назначил Антона губернатором и генерал-капитаном герцогства Люксембург и графства Шини. Управляя Намюром и Люксембургом, ван Берген стал одним из руководителей обороны Габсбургских Нидерландов. Показал себя достойным доверия государя, в 1536 году отразив нападения Роберта де Ламарка и герцога де Гиза, а также помешав французам захватить Валькур, Данвиллер, замок Сосе и укрепление Ивуа.
После смерти правительницы Нидерландов Маргариты Австрийской вместе с отцом принимал участие в организации управления в период интерима. 8 декабря 1530 был в составе Тайного совета Нидерландов, передавшего текущие дела Жану Каронделе (юстиция администрация) и Антуану де Лалену (политика).
Ордонансом от 1 октября 1531 Карл V разделил Тайный совет на две специализированные секции, и ван Берген вместе со своим отцом вошел в состав нового Государственного совета. Участие двух близких родственников порождало недовольство других вельмож, говоривших об усилении «клана» Бергенов. В результате Антон стал посещать заседания только в случае отсутствия Яна III, и император согласился с таким порядком, дабы обеспечить согласие в рядах администрации.
Ян III ван Берген умер 20 января 1532, после чего его сын стал полноценным государственным советником. Ордонанс от 16 декабря 1540 подтверждает его членство в Госсовете в числе сеньоров, имевших постоянный допуск с решающим голосом во время собраний при нидерландском дворе.
В декабре 1531 на капитуле в Турне был принят в рыцари ордена Золотого руна.
В апреле 1533 Карл V возвел сеньорию Вален-Сен-Поль в ранг графства, а 3 мая 1533 сеньорию Берген-оп-Зом в маркизат, в качестве награды за службу рода Глимов.
Столь заметное возвышение фамилии Бергенов в иерархии нидерландской знати вызвало недовольство вельмож. 10 января 1534 правительница Мария Венгерская направила брату письмо, в котором указывала в числе недовольных герцога д'Арсхота, графа дю Рё, прямо заявлявшего, что не позволит Бергену первенствовать на придворных церемониях, дам де Фьен (Элен де Крой, жена Жака III де Люксембурга) и д'Эпинуа (Анну Австрийскую), и просила принять меры, дабы «поддержать мир и добрую дружбу между названными сеньорами и дамами».
Возможно, что для улаживания конфликта был направлен Луи Фландрский, сеньор де Прат.
Возведение Берген-оп-Зома в ранг маркизата потребовало сооружения нового дворца, получившего название Маркизенхоф.
Ван Берген скоропостижно скончался 27 июня 1541 и с большой помпой был погребен в церкви святой Гертруды в Берген-оп-Зоме.
С 1530 года ван Берген столкнулся с проблемой упадка деловой активности в Берген-оп-Зоме. Сильные наводнения 5 ноября 1530 и 2 ноября 1532 нанесли городу значительный ущерб. Сельскохозяйственная продукция Зеландии стала сдавать позиции на продуктовом рынке. Ежегодные ярмарки приходили в упадок, несмотря на попытки маркиза стимулировать торговлю с Англией, создать новые суконные производства, и импортировать французские вина из Ла-Рошели.
Продолжая труды своего отца, он оказывал поддержку госпиталю Святой Елизаветы в Берген-оп-Зоме, передал этому учреждению объекты недвижимости и поставил его под опеку городских эшевенов.
В 1539 году организовал лотерею для сбора средств на сооружение церкви святой Гертруды. Вместе с супругой субсидировал группу певцов и хористов гильдии Богоматери.

## Семья
Жена (12.03.1520): Жаклин де Крой (ум. ок. 1550), дочь Анри де Кроя, графа де Порсеан, и Шарлотты де Шатобриан, дамы де Луаньи
Дети:
- Анна ван Глим ван Берген (1.11.1525—15.06.1563). Муж 1) (24.12.1543, Брюссель): Роберт III фон дер Марк (ок. 1525—1544); 2) (ок. 1544): Хендрик ван Монтфорт (ок. 1515 — ок. 1555), владетель Аббенбрука, сын Яна III ван Монтфорта
- Ян IV ван Глим ван Берген (6.02.1528 — 21.05.1567), маркиз ван Берген-оп-Зом. Жена (9.07.1550): Мария де Ланнуа (ок. 1534—1580), дочь Жана де Ланнуа, сеньора де Молембе, и Жанны де Линь-Барбансон
- Роберт ван Глим ван Берген (ок. 1530—27.01.1565), граф де Вален-Сен-Поль, князь-епископ Льежа (1557—1564)
- Мария Менсия ван Глим ван Берген (ок. 1535—17.08.1561). Муж (26.08.1558): барон Ян ван Мероде (1525—1601), владетель Петерсхема, барон ван Лефдал
- Лодевейк ван Глим ван Берген (1535—20.11.1562), сеньор Глима, Мерксема, Схотена и Оппребе
- Мария ван Глим ван Берген (ум. 1538)